# Marcello Giorda
 (novembre 2020).
Si vous disposez d'ouvrages ou d'articles de référence ou si vous connaissez des sites web de qualité traitant du thème abordé ici, merci de compléter l'article en donnant les références utiles à sa vérifiabilité et en les liant à la section « Notes et références ».
Marcello Giorda, né à Rome le 16 janvier 1890 où il est mort le 21 avril 1960, est un acteur italien.

## Biographie
Né à Rome en 1890, il a fait ses débuts dans le monde du show-business comme un chanteur d'opéra, pour ensuite se tourner vers le théâtre, où il fera ses débuts comme jeune acteur dans la compagnie d'Ermete Novelli, pour jouer avec Amedeo Chiantoni et Antonio Gandusio.
Dans les années 1920, il monte sur scène avec Annibale Betrone et Alda Borelli, pour devenir titulaire de la compagnie Capodaglio, Campa, Giorda, jusqu'au début des années 1930, où il joue avec Emma Gramatica, puis avec Olga Solbelli, dans une série de spectacles policiers.
A ses débuts dans le monde du cinéma, il est engagé à l'époque du muet dans quelques films mineurs, jusqu'à son premier film sonore dirigé par Giovacchino Forzano, dans le film Campo di Maggio (Champ de Mai) de 1935.
À la fin des années 1930, l'EIAR lui offre l'occasion de travailler à la radio, dans quelques pièces radiophoniques, une activité qu'il poursuit encore de temps en temps dans la période d'après-guerre.
Plus importantes sont ses activités à la télévision pour la RAI, où il est engagé dès le début pour des transmissions quotidiennes en 1954.
Il est mort prématurément en 1960. Il était marié avec l'actrice Maria Pia Benvenuti.

## Filmographie
- 1916 : Turbine rosso d'Oreste Gherardini
- 1935 : Campo di maggio de Giovacchino Forzano
- 1936 : L'albero di Adamo de Mario Bonnard
- 1937 : I due misantropi d'Amleto Palermi
- 1937 : Scipone l'Africano de Carmine Gallone
- 1937 : Gli ultimi giorni di Pompeo de Mario Mattoli
- 1940 : Don Pasquale de Camillo Mastrocinque
- 1941 : Beatrice Cenci de Guido Brignone
- 1942 : Fra Diavolo de Luigi Zampa
- 1943 : Rita da Cascia d'Antonio Leonviola
- 1943 : Il nemico de Guglielmo Giannini
- 1943 : L'angelo bianco, de Giulio Antamoro et Federico Sinibaldi
- 1945 : Le Forgeron de la Cour-Dieu (Il fabbro del convento) de Max Calandri (it)
- 1945 : Torna a Sorrento de Carlo Ludovico Bragaglia
- 1946 : Albergo Luna, camera 34 de Carlo Ludovico Bragaglia
- 1947 : Rigoletto, de Carmine Gallone
- 1947 : L'apocalisse de Giuseppe Maria Scotese
- 1947 : La monaca di Monza de Renato Pacini
- 1948 : Rocambole de Jean de Baroncelli
- 1948 : Gli uomini sono nemici d'Ettore Giannini
- 1949 : La mano della morta de Carlo Campogalliani
- 1951 : Lorenzaccio de Renato Pacini
- 1951 : Ha da venì... don Calogero de Vittorio Vassarotti
- 1952 : Il tallone d'Achille de Mario Amendola et Ruggero Maccari
- 1952 : Processo contro ignoti de Guido Brignone
- 1952 : I figli non si vendono de Mario Bonnard
- 1953 : Traviata '53 de Vittorio Cottafavi
- 1954 : Il prigioniero del re de Giorgio Rivalta
- 1954 : La campana di San Giusto de Mario Amendola et Ruggero Maccari
- 1954 : Una parigina a Roma d'Erich Kobler
- 1954 : Il grande addio de Renato Polselli
- 1954 : Un americano a Roma de Steno
- 1954 : Il seduttore de Franco Rossi
- 1955 : Torna piccina mia de Carlo Campogalliani
- 1955 : Il prigioniero della montagna de Luis Trenker (1955)
- 1956 : Le schiave di Cartagine de Guido Brignone
- 1956 : Mi permette babbo! de Mario Bonnard
- 1956 : La donna del giorno de Citto Maselli
- 1958 : Il marito de Nanni Loy et Gianni Puccini
- 1959 : Brevi amori a Palma di Majorca de Giorgio Bianchi
- 1959 : La grande guerra de Mario Monicelli
- 1959 : La legge de Jules Dassin
- 1959 : I sicari di Hitler de Ralph Habib
- 1960 : Messalina, Venere imperatrice de Vittorio Cottafavi
- 1960 : I cosacchi de Giorgio Rivalta

## Théâtre
- La trilogie de la villégiature, de Carlo Goldoni, dirigé par Giorgio Strehler, première au Piccolo Teatro di Milano le 23 mai 1954.

### Théâtre filmé pour la télévision à la RAI
- Tristi amori, de Giuseppe Giacosa, dirigé par Claudio Fino, transmis le 1er janvier 1954.
- Le masque et le visage, Luigi Chiarelli, dirigé par Claudio Fino, envoyé le 28 mai 1954.
- Roméo et Juliette, de William Shakespeare, réalisé par Franco Enriquez, transmis le 29 janvier 1954.
- Le troisième mari, dirigé par Silverio Blasi, envoyé le 28 janvier 1955.
- Oncle Vania, d'Anton Tchekhov, dirigé par Silverio Blasi, diffusé le 11 septembre 1955.

## Spectacles radiophoniques
Eiar
- Tutto per bene (Tout pour le mieux), de Luigi Pirandello, réalisé par Alberto Casella, qui a été diffusé le 24 octobre 1942.

Rai
- Le comptable fantôme, radiocommedia épisodes de l'Âge, dirigé par Nino Meloni, diffusé en mars et en avril 1946.
- Faust, de Goethe, dirigé par Corrado Pavolini, diffusé le 14 octobre 1953.